# Purple Rain (песня)
«Purple Rain» — заглавная композиция американского певца и музыканта Принса и группы The Revolution с альбома Purple Rain, являющегося саундтреком к одноимённому фильму («Пурпурный дождь»). Это второй сингл с альбома, выпущенный 26 сентября 1984 года.
Композиция, представляющая собой соединение рока, попа, госпела и оркестровой музыки, считается одним из знаковых произведений Принса. В том же году сингл получил золотой статус в США; в списке «500 величайших песен всех времён по версии журнала Rolling Stone» композиция занимает 144-ю позицию (в списке 2024 годе перемещена на 18-е место), в списке «100 Greatest Guitar Tracks Ever!» журнала Q — 40-ю. Музыкальный интернет-журнал Pitchfork назвал «Purple Rain» «лучшей песней 1980-х».
Кроме того, песня «Purple Rain» в исполнении Принса и группы The Revolution входит в составленный Залом славы рок-н-ролла список 500 Songs That Shaped Rock and Roll.

## Запись
Песня была записана во время благотворительного концерта в Minnesota Dance Theatre, Миннеаполис, 3 августа 1983 года. Газета City Pages назвала 70-минутное выступление Prince & The Revolution «самым волнующим и проникновенным концертом Принса когда-либо», а барабанщик группы Бобби Зи сказал, что «это определённо один из лучших концертов, которые мы когда-либо играли». Та ночь стала дебютом новой 19-летней гитаристки The Revolution Венди Мелвойн.
Концерт был записан Дэвидом Ривкином с помощью мобильной студии производства компании Record Plant. Три песни с концерта послужили основой для саундтрека фильма: «Purple Rain», «I Would Die 4 U» и «Baby I’m a Star». В августе-сентябре 1983 года Принс выполнил наложения и перезаписал вокал в студии Sunset Sound в Лос-Анджелесе. Из «Purple Rain» были удалены гитарное соло и дополнительный куплет, сократив продолжительность песни с 11 до 8 минут. В удалённом куплете говорилось о деньгах, и есть мнение, что он был вырезан, чтобы сохранить эмоциональное воздействие песни. Вокальный диапазон Принса колеблется от низкой ноты F3 до высокой A5.

Пурпурный дождь — это кровь в небесах. Голубой + красный = пурпур. Это красиво, и это как конец света — когда только любовь к Богу или близкому человеку проведёт тебя сквозь пурпурный дождь.
— Принс
.
По завершении песни Принс позвонил Джонатану Кейну из американской рок-группы Journey с просьбой послушать её, так как он волновался по поводу её возможной схожести с «Faithfully», композицией авторства Кейна, находившейся на тот момент в чартах. Кейн успокоил Принса, заверив, что у песен совпадают только четыре аккорда.

## Концертные выступления
«Purple Rain» является гвоздём концертных выступлений Принса. Она игралась практически в каждом концертном туре, начиная с 1984 года (исключая период, когда Принс взял псевдоним и избегал своих старых хитов). В ходе Супер Боула XLI в 2006 году, на котором Принс был приглашённым исполнителем, во время исполнения «Purple Rain», завершавшей сет, пошёл ливень и, в сочетании с фиолетовым освещением сцены, придал песне фирменный антураж. Принс также исполнял «Purple Rain» на Grammy Awards 2004 (как часть попурри, совместно с Beyonce) и на Brit Awards 2006.

## Список композиций
7"
1. «Purple Rain» (edit) — 4:02
2. «God» — 3:59

12"
1. «Purple Rain» — 8:45
2. «God» — 3:59

12" (британское издание)
1. «Purple Rain» (удлинённая версия) — 7:05
2. «God (Love Theme from Purple Rain)» (инструментал) — 7:54
3. «God» — 3:59

## Чарты
| Страна         | Чарт                                          | Позиция |
| -------------- | --------------------------------------------- | ------- |
| Австралия      | ARIA Charts                                   | 41      |
| Австрия        | IFPI                                          | 4       |
| Бельгия        | Ultratop                                      | 1       |
| Германия       | Media Control Charts                          | 5       |
| Нидерланды     | Mega Top 100                                  | 1       |
| Новая Зеландия | RIANZ                                         | 16      |
| Норвегия       | VG-lista                                      | 5       |
| США            | Billboard Hot 100                             | 2       |
| Франция        | Syndicat National de l’Édition Phonographique | 12      |
| Швейцария      | Schweizer Hitparade                           | 5       |

## Дополнительные факты
- Песня «All For Love» в исполнении Брайана Адамса, Рода Стюарта и Стинга, вошедшая в саундтрек фильма 1993 года «Три мушкетёра», имеет определённое сходство с «Purple Rain».